# Asope
Asope fou un petit principat de l'Índia, feudatari del principat de Jodhpur. El formaven només 4 pobles i mig.
Fou fundat pel clan Kumapawat dels rathor rajputs, clan que va agafar el nom de Rao Kumpa de Mewar (mort el 5 de gener de 1544) el qual va cedir el territori al seu quart fill Rao Mandan; el seu descendent, el thakur Raj Singh, va rebre el territori (que havia estat recuperada per Mewar poc abans quan el posseïa el seu germà gran Kanh Singh) com a tikhana i fou el pare de Nahar Singh (Pirthi Singh); aquesta línia va governar fins que el seu territori els fou confiscat el 1707; Ram Singh i el seu fill Kani Ram, van fundar la segona branca amb origen a Barlu que va governar la tikhana, branca fundada per un fill de Mandan Singh i a la qual els fou concedida la tikhana d'Asope per Mewar. La tercera branca fou la de Kunwar Shivnath Singh d'Hingoli, descendent d'un fill de Ram Singh (el tercer fill, de nom Kunwar Rugnath Singh, germà petit de Kani Ram) que fou adoptat per la vídua de Bakhtawar Singh i el va succeir el 1836, però no va deixar fills i va passar per adopció a una altra branca, la de Badlu i Nadsar, descendent d'un altra fill de Ram Singh (el segon fill, de nom Sardar Singh, germà mitjà de Kani Ram) que va pujar al tron el 1873 com Chain Singh.
Tots van portar el títol de thakur excepte Rao Mandan que portava el títol de rao, Chain Singh (Rao Bahadur el 1911) i Fateh Sinbgh (Rao Bahadur 1925-1933 i raja el 1933). Els successors de Fateh porten el títol de raja.

## Llista de thakurs
- Mandan Singh vers 1540-1593
- Khinvkaran 1593-1608 (fill)
- Kanh Singh 1608-1611 (fill)
- Raj Singh 1611-1640 (germà)
- Pirthi Singh àlies Nahar Singh 1640-1658 (fill)
- Suraj Mal 1658-1680 (fill)
- Kirat Singh 1680-1707 (fill) (la tikhana fou confiscada per Ajit Singh de Mewar el 1707)
- Ram Singh 1707-1726 (confiscada abans del 1726 per Mewar)
- Kani Ram 1726-1775 (fill)
- Mahesh Das 1775-1790 (fill)
- Ratan Singh 1790-1796 (fill)
- Kesari Singh 1796-1823 (germà)
- Bakhtawar Singh 1823-1836 (fill)
- Shivanath Sing 1836-1873 (fill adoptiu)
- Chain Singh 1873-1925 (fill adoptiu)
- Fateh Singh 1925-1953